# Mario Carević
Mario Carević (ur. 29 marca 1982 w Makarskiej) – piłkarz chorwacki grający na pozycji ofensywnego pomocnika.

## Kariera klubowa
Carević urodził się w kurorcie Makarska nad Morzem Adriatyckim, ale piłkarską karierę rozpoczynał w niedalekim Splicie. Jest wychowankiem klubu Hajduk Split. Początkowo grał w drużynach juniorskich tego klubu, by w sezonie 1999/2000 trafić do kadry pierwszego zespołu. W pierwszej lidze zadebiutował za kadencji trenera Ivicy Matkovicia, a miało to miejsce 22 kwietnia 2000 roku w wygranym 5:0 meczu z NK Zagrzeb. W tamtym sezonie zagrał jeszcze 1 raz, a jedynym sukcesem osiągniętym przez Hajduk było zdobycie Pucharu Chorwacji. W 2001 roku Hajduk wywalczył tytuł mistrza kraju. 10 października 2001 w wygranym 3:0 meczu z NK Pomorac Carević strzelił swoją pierwszą bramkę w lidze, a w całym sezonie 2001/2002 zdobył ich jeszcze 3. Hajduk został wicemistrzem kraju i stracił prymat na rzecz NK Zagrzeb. Natomiast w sezonie 2002/2003 mistrzostwo kraju wywalczyło Dinamo i po raz drugi z rzędu Carević pomógł Hajdukowi w wywalczeniu wicemistrzostwa oraz zdobyciu Pucharu Chorwacji. W sezonie 2003/2004 splicka drużyna po 2 latach przerwy w końcu została ponownie mistrzem kraju. Sezon 2004/2005 Carević rozpoczął jeszcze w drużynie Hajduka, jednak potem odszedł do klubu z Arabii Saudyjskiej, Ittihad FC, który dopiero co wywalczył mistrzostwo swojego kraju.
W Arabii Carević przebywał przez pół roku i latem 2005 podpisał kontrakt z VfB Stuttgart. W drużynie ze Stuttgartu Carević był rezerwowym i przegrywał rywalizację o miejsce w składzie z takimi piłkarzami jak Thomas Hitzlsperger, Zvonimir Soldo czy Fernando Meira. W Bundeslidze Carević zadebiutował w 10. kolejce, 23 października 2005 w zremisowanym wyjazdowym meczu z Bayerem 04 Leverkusen. Przez cały sezon Carević zagrał 6 razy w lidze, 1 raz w Pucharze Niemiec i 3 razy w Pucharze UEFA. Nie mając większych szans na grę w sierpniu 2006 roku został wypożyczony do Hajduka Split.
W 2007 roku Carević przeszedł do KSC Lokeren i zadebiutował w nim 11 sierpnia 2007 w przegranym 0:1 wyjazdowym meczu z Anderlechtem. W Lokeren przez 3 sezony grał w podstawowym składzie.
W 2010 roku Carević został zawodnikiem KV Kortrijk. W Kortrijk po raz pierwszy wystąpił 28 sierpnia w meczu ze Standardem Liège.

## Kariera reprezentacyjna
W reprezentacji Chorwacji Carević zadebiutował 9 lutego 2003 roku, kiedy to Chorwaci zremisowali 2:2 z Macedonią. W 2004 roku Carević wraz z chorwacką kadrą Under-21 brał udział w Mistrzostwach Europy U-21 rozgrywanych w Niemczech. Zagrał tam w 2 meczach.

## Kariera w liczbach
| Sezon   | Klub          | Kraj             | Rozgrywki              | Mecze | Bramki |
| ------- | ------------- | ---------------- | ---------------------- | ----- | ------ |
| 1999/00 | Hajduk Split  | Chorwacja        | Prva HNL               | 2     | 0      |
| 2000/01 | Hajduk Split  | Chorwacja        | Prva HNL               | 20    | 0      |
| 2001/02 | Hajduk Split  | Chorwacja        | Prva HNL               | 27    | 4      |
| 2002/03 | Hajduk Split  | Chorwacja        | Prva HNL               | 22    | 2      |
| 2003/04 | Hajduk Split  | Chorwacja        | Prva HNL               | 26    | 1      |
| 2004/05 | Hajduk Split  | Chorwacja        | Prva HNL               | 5     | 0      |
| 2005    | Ittihad FC    | Arabia Saudyjska | Saudyjska Premier Liga | ?     | ?      |
| 2005/06 | VfB Stuttgart | Niemcy           | Bundesliga             | 6     | 0      |
| 2006/07 | Hajduk Split  | Chorwacja        | Prva HNL               | 17    | 4      |
| 2007/08 | KSC Lokeren   | Belgia           | Jupiler League         | 25    | 4      |
| 2008/09 | KSC Lokeren   | Belgia           | Jupiler League         | 29    | 2      |
| 2009/10 | KSC Lokeren   | Belgia           | Jupiler League         | 28    | 4      |
| 2010/11 | KV Kortrijk   | Belgia           | Jupiler League         |       |        |